# Delia abstracta
Delia abstracta är en tvåvingeart som först beskrevs av Huckett 1965.  Delia abstracta ingår i släktet Delia och familjen blomsterflugor.
Artens utbredningsområde är Northwest Territories, Kanada. Inga underarter finns listade i Catalogue of Life.